# Château de Tencin
Ne doit pas être confondu avec Château de Trenčín.
Le château de Tencin (également dénommé château du Cruzille ou château de Monteynard) est un château de plaisance situé à Tencin dans le département de l'Isère. 
Le château actuel a été édifié en 1775 par Louis François de Monteynard, secrétaire d'État à la guerre de Louis XV sur les ruines d'un château plus ancien.

## Historique

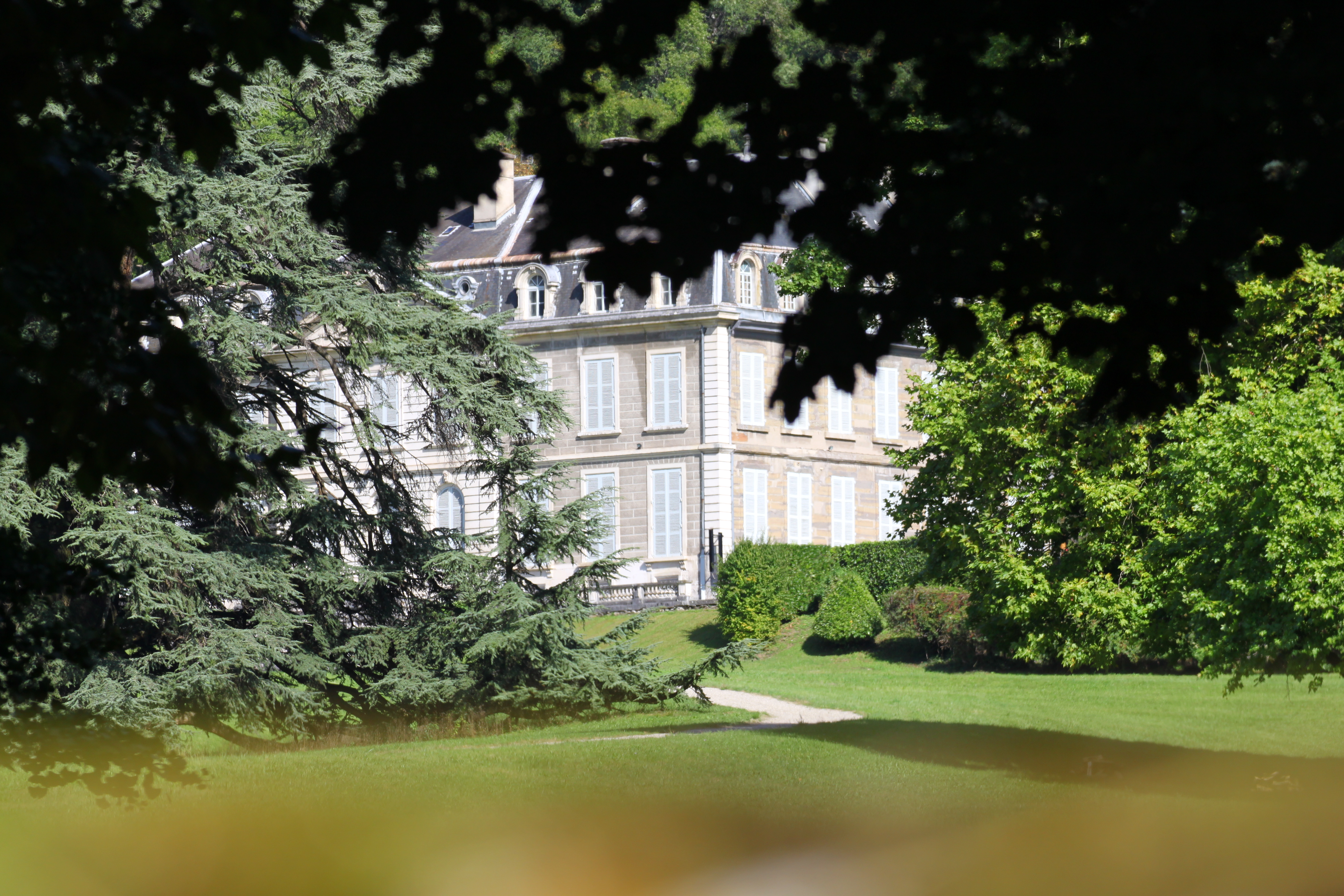
Château de Tencin en 2011

L'ancien château de Tencin (de type féodal) appartenait aux seigneurs locaux dont Antoine Guérin seigneur de Tencin fut tour à tour conseiller au Parlement puis premier Président au Sénat de Chambéry.
L'actuel château a été construit sur les ruines d'un ancien château qui fut brûlé par les Protestants lors des guerres de Religion. Louis François de Monteynard, ministre de la guerre de Louis XV et fondateur de l'école de cavalerie de Saumur, le fait édifier en 1775 sur les plans de l'architecte Jourdan du Mayard. L'établissement des plans a été confié à un Parisien, petit-fils de Jules Hardouin-Mansard. À l'origine le jardin était à la française, avec un grand parterre circulaire et un pont devant le château. Un fronton triangulaire richement décoré porte les armes de deux branches de la famille des Monteynard. Les travaux intérieurs débutent en 1783. À la suite des événements révolutionnaires, le château n'est toujours pas terminé et sera transformé en entrepôt militaire, ce qui lui évitera la destruction. Le marquis de Monteynard n’aura pas l’occasion de l’habiter, mais ses héritiers l’achèveront et l’habiteront durant le premier empire.
Le château et son parc sont inscrits au titre des monuments historiques par arrêté du 5 octobre 1946.

## Description
La façade principale du château est caractéristique du XVIIIe siècle et présente un avant-corps central surmonté d'un fronton triangulaire présentant les armes de la famille Monteynard. La terrasse, seul vestige du jardin d'origine, s'ouvre sur un parc paysager avec ses pelouses plantées de cèdres. Depuis 1840 un escalier à double encorbellement style Fontainebleau se trouve devant la facade du château.  
L’intérieur du château abrite, un petit salon vert Louis XV en cuir de Cordoue, classé par les monuments Historiques.

## Situation et visite
Situé près du bourg, le château, après avoir été la propriété de la famille des Monteynard, est passé à un industriel, PDG des Papeteries de France, puis, depuis 2013, à un homme d'affaires mauricien. Le château est actuellement en vente.
L'association « La vie du château de Tencin » a pour mission de sauvegarder le patrimoine matériel et immatériel historique du château et de son domaine.

## Personnalités liées au château

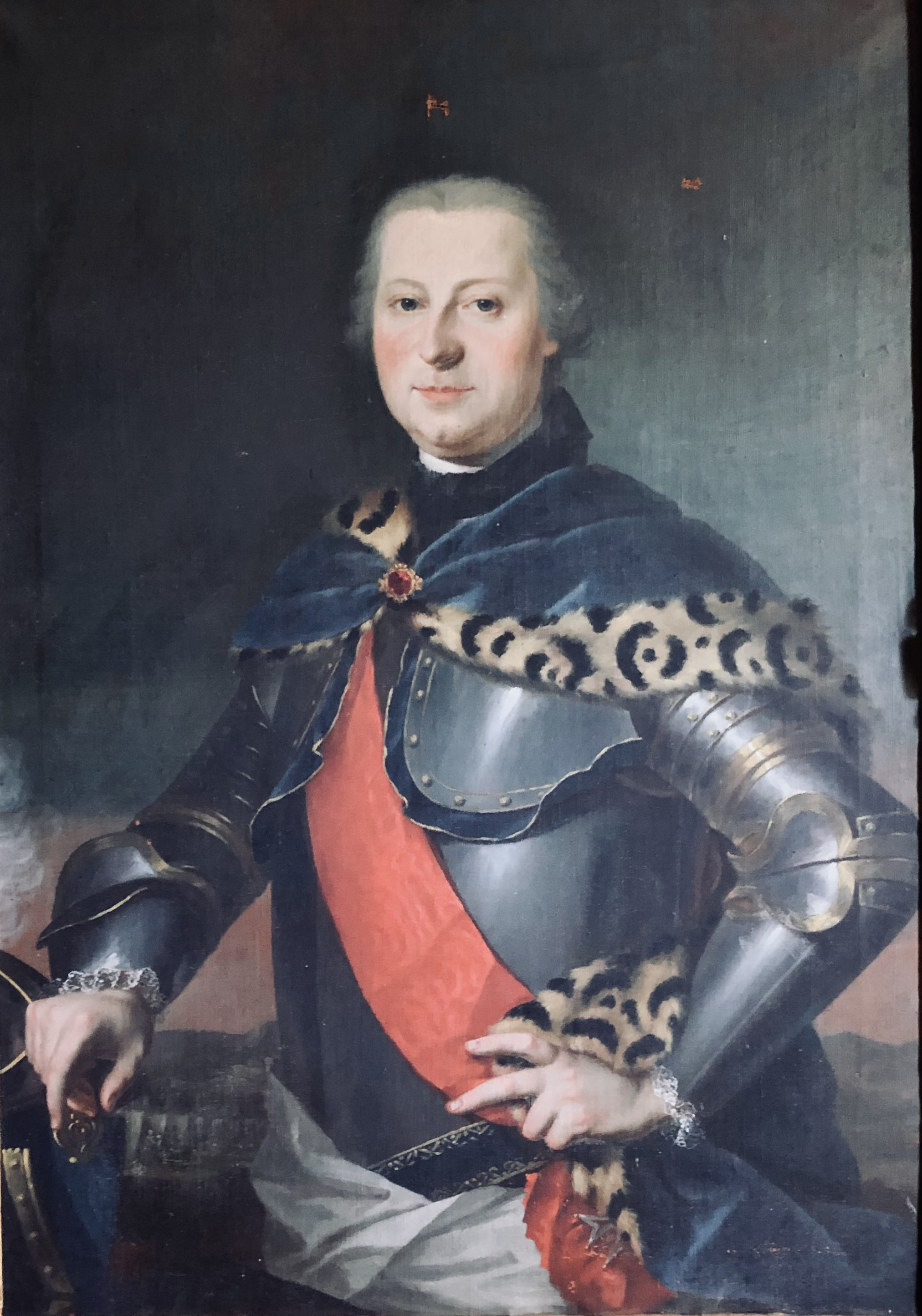
Louis-François de Monteynard

- Pierre Guérin de Tencin (1680-1758), archevêque d’Embrun, cardinal en 1739, archevêque de Lyon en 1741, ministre d’état l’année suivante puis, disgracié en 1751.
- Claudine Guérin de Tencin (1682-1749, plus connue sous le nom de Madame de Tencin (ou Alexandrine de Tencin), mère du philosophe Jean d'Alembert.
- Louis François de Monteynard (1713-1791), secrétaire d'État à la Guerre de Louis XV.